# John L. Nelson
John Lewis Nelson (Parroquia de Webster, Luisiana, 29 de junio de 1916-Chanhassen, Minnesota, 25 de agosto de 2001), también conocido por su nombre artístico Prince Rogers, fue un músico estadounidense de jazz, conocido por ser el padre del cantante Prince.

## Vida y carrera
John L. Nelson nació en Luisiana, hijo de Carrie (de soltera, Jenkins) y Clarence Nelson. Los Nelson tuvieron otros cuatro hijos. Él viajó a Minneapolis para ser músico en 1948. Tocaba el piano, usando el nombre artístico de Prince Rogers y con dos músicos locales formó el grupo The Prince Rogers Trío.
John L. Nelson mantuvo una larga relación sentimental intermitente con Vivian Nelson. Con ella tuvo cinco niños: Sharon L. (nacida en 1940), Lorna L. (1943 –2006), Norrine (nacida en 1947), John R. (nacido en 1948), y Duane (1959–2011).
En 1956 conoció a Mattie Della Shaw (1933–2002), en un espectáculo en la zona norte de Minneapolis. Shaw era una cantante de jazz aspirante que esa noche cantó con el grupo musical. John L. Nelson contrajo matrimonio con Shaw y tuvo dos hijos más, el músico Prince (1958–2016) (quien fue nombrado así por el nombre del grupo musical paterno) y su hija Tika Evene (nacida en  1960, normalmente conocida como Tyka). Cuando la carrera de Nelson empezó a declinar a partir de 1960, empezaron a distanciarse y se divorciaron en 1966.
John L. Nelson murió el 25 de agosto de 2001, a la edad de 85 años, en su casa en Chanhassen, Minnesota. Ese año Prince dedicó la canción de Joni Mitchell  "A Case of U", del álbum One Nite Alone... a su padre.

## Hijos
- Sharon L. Nelson (1940-)
- Lorna L. Nelson (1943—2006)
- Norrine Nelson (1947-)
- John R. Nelson (1948-)
- Prince Rogers Nelson (1958—2016)
- Duane Joseph Nelson (1959—2011)
- Tyka Evene Nelson (1960-)

## Trabajo con Prince
John L. Nelson escribió (o coescribió) algunas de las canciones que fueron presentadas por Prince en los años 80: 
- "Father's Song" y "Purple Rain Cues", de la película Purple Rain, 1984.
- "Computer Blue" del álbum de Purple Rain y película, 1984.
- "Around the World in a Day" y "The Ladder", del álbum Around the World in a Day, 1985.
- "Christopher Tracy's Parade" y "Under the cherry Moon" del álbum Parade, 1986.
- "Under the cherry Moon Cues" de la película Under the Cherry Moon, 1986.
- "Scandalous!" Del  álbum Batman para la homónima película, 1989.